# Chaetopleura sowerbyana
Chaetopleura sowerbyana är en blötdjursart som först beskrevs av Reeve 1847.  Chaetopleura sowerbyana ingår i släktet Chaetopleura och familjen Ischnochitonidae. Inga underarter finns listade i Catalogue of Life.